# Monastère d'Ajdanovac
Le monastère d'Ajdanovac (en serbe cyrillique : Манастир Ајдановац ; en serbe latin : Manastir Ajdanovac) est un monastère orthodoxe serbe situé près de Velika Plana, dans le district de Toplica et dans la municipalité de Prokuplje en Serbie. Il est inscrit sur la liste des monuments culturels de grande importance de la république de Serbie.

## Localisation
Le monastère, dédié à saint Georges, est situé sur les pentes méridionales des monts Jastrebac, dans la région de la Toplica,.

## Historique
La période de sa fondation n'est pas connue avec exactitude ; en revanche, l'étude de l'architecture de l'église et de ses fresques conduit à penser qu'elle remonte à la dynastie des Nemanjić et au règne du roi Stefan Milutin (1282-1321) ou bien à la période qui suit immédiatement la conquête des Balkans par les Turcs, c'est-à-dire vers 1485,. Une inscription peinte dans le narthex et datée de 1492 signale qu'Ajadanovac a été construit comme un métoque du monastère de Naupara ; il est également mentionné dans des defters (recensements) ottomans des XVe et XVIe siècles qui signalent que le monastère possédait alors de nombreux biens,.
L'église a été plusieurs fois endommagée, la première fois sans doute en 1690 au moment de la Grande migration serbe conduite par le patriarche Arsenije III Čarnojević. Selon l'historien B. Đinđić, après 1690, les Albanais, appelés « Arnauti » (en turc : Arnavutlar) par les Ottomans, se sont installés dans la région de la Toplica désertée par ses habitants serbes ; l'un d'entre eux, Ajdin, aurait sauvé le monastère du saccage et le monastère d'Ajdanovac lui devrait son nom,.
Après le congrès de Berlin suivie du traité de San Stefano et l'indépendance de la principauté de Serbie en 1878, les Arnauti se sont progressivement retirés de la région. En 1889, le géographe et voyageur autrichien Felix Kanitz a visité le monastère. Selon lui, il aurait été restauré en 1884, même si la date de 1887 paraît plus probable. À l'époque du roi Milan Obrenović, le monastère a été doté de konaks et d'une fontaine commémorative,.
Pendant la Première Guerre mondiale, en 1915, les Bulgares ont occupé la région de la Toplica et, en 1916, le monastère a été pillé et partiellement incendié et les konaks ont été détruits. Il n'a été restauré qu'après la Seconde Guerre mondiale,.

## Considérations artistiques

### Architecture de l'église Saint-Georges
L'église Saint-Georges s'inscrit dans un plan basilical et est dotée d'une nef unique prolongée à l'est par une petite abside demi-circulaire ; cette nef est précédée à l'ouest par un narthex lui-même précédé par un porche ouvert construit ultérieurement. Dans la partie orientale de l'édifice se trouvent deux niches, l'une pour la proscomidie, l'autre pour le diakonikon. Les façades sont dépourvues de décoration et le toit à pignon, très simple, est dépourvu de dôme.

### Peintures de l'église Saint-Georges
À l'intérieur, les fresques, qui remontant à 1492, ne sont pas intégralement préservées. Fermement dessinées et richement colorées, elles sont vraisemblablement l'œuvre de peintres du nord de la Grèce. Les mieux conservées se trouvent sur le mur nord du narthex, où l'on peut voir des figures en pied, saints et saints guerriers, comme saint Georges, sainte Hélène, saint Procope et sainte Marine. Sur le mur sud se trouvent deux figures de saints debout et six médaillons ainsi qu'une fresque représentant la Crucifixion. On peut encore y voir des représentations des Saintes Fêtes du Christ et du Jugement dernier. Dans la nef, les peintures datent du XVIIe siècle. L'église abrite aussi une iconostase de style néo-classique réalisée à l'époque du roi Milan Obrenović,.

### Classement du monastère
Le monastère est inscrit sur la liste des monuments culturels de grande importance de la république de Serbie (identifiant no SK 236).

## Trésor
Malgré les vicissitudes de son histoire, l'église Saint-Georges a conservé plusieurs livres liturgiques des XVIIIe et XIXe siècles. Elle abrite également un reliquaire censé renfermer des reliques du prophète Nahum,.